# Cerkev svetega Donata, Zadar
Cerkev sv. Donata (izvirno Sv. Trojice) je najpomembnejši spomenik predromanske arhitekture zgodnjega srednjega veka (9. stoletje) na Hrvaškem in simbol mesta Zadra, a zaradi posebne oblike ena od najpomembnejših take vrste v Evropi.
Glede na vrsto gradnje sledi obliki dvornih cerkev krožnega tlorisa zgodnje bizantinske do karolinške dobe. Po svoji grobi monumentalnosti (višina 27 in širina 22 metrov), jo z nenavadno valjasto obliko in dvojnim notranjim prostorom, odlikuje izvirnost, brez pravih vzornikov. Po legendi jo je zgradil škof Zadra, sv. Donat v 9. stoletju in je omenjena v 10. stoletju v znamenitem delu "O upravljanju države", bizantinskega cesarja Konstantina Porfirogeneta. Prvotno je bila posvečena Sveti Trojici, ime po Donatu je šele od 15. stoletja dalje.

## Arhitektura
Cerkev je bila zgrajena v stilu starih hrvaških arhitekturnih rešitev z obilo mavca in kamna. Večina arhitekturnih okraskov, kakor tudi monolitni stebri v cerkvi, so starodavnega porekla in prihajajo večinoma iz uničenega rimskega foruma. Ko so zaradi raziskovanj odstrli temelje stavbe, se je pokazal cel niz delov rimskih stebrov, na katerih je bila zgrajena cerkev prav na ostankih foruma.
Stavbni koncept je sestavljen iz dveh koncentričnih valjastih sten, zgrajenih okrog osrednjega krožnega prostora, kot njeni posredni vzori - cerkvi San Vitale v Raveni in Palatinska kapela v Aachnu. Širši valj tvori zaokroženo zunanjo stensko površino cerkve, ki so ji vzhodno dodane tri polkrožne apside polne višine dvonadstropnega prostora. Triladijsko svetišče z radialnimi apsidami je ustvarjalni prispevek, ki cerkev naredi bližjo srednjeveški stavbi kot arhitekturnemu izrazu pozne antike.
Zunanji zid je okrašen s plitvimi pilastri, znotraj pa s polkrožnimi nišami. Med lizenami so razporejena okna. Obodna stena je razdeljena na pritličje in prvo nadstropje. V višini prvega nadstropja je zidna konstrukcija povezan z notranjim valjem, pri čemer se v prvem nadstropju ustvarijo galerije osrednjega prostora.
Osrednje krožno območje je enotno v polni višini zgradbe, zapira pa ga ožja valjasta zidna konstrukcija, ki se konča z osrednjim bobnom s streho v obliki plitvega stožca. V pritličju se ta konstrukcija opira na šest veličastnih slopov, ki so povezani z loki in dva monolitna stebra s tremi loki odprtimi proti apsidi. Prostorsko gibanje je aktvirano in podrejeno vertikali osrednjega prostora. Isti razpored se ponovi v prvem nadstropju, vendar so odprtine znatno nižje in gibanje bolj pasivno. V galerijo (empora) je mogoče proti po ovinkastem stopnišču, ki vodi iz preddverja.
Prostornost je omejena kljub večjemu številu oken, saj se svetloba razprši in ne doseže oddaljenih delov. Masivnost, trdnost sten, čeprav nekoliko oslabljena z arkadnimi odprtinami in okni, nima skoraj nobenega elementa kiparskega členjenja.
Cerkev ima troje vrat: glavna so neposredno nasproti svetišča, bočna pa z leve in desne strani. Sprva zamišljena kot samostoječa stavba, je ta cerkev verjetno že med gradnjo dobila več prizidkov in je postala sestavni del episkopalnega kompleksa ob stolnici sv. Anastazije. Tako je bil ustvarjeno preddverje (narteks), skozi katerega se je šlo v stolnico. Narteks je bil nazadnje obnovljen v 18. stoletju, od tedaj izvirajo okna v prvem nadstropju. Na prvem nadstropju na južni strani cerkve so tri velika zazidana okna, ki so nekoč vodila v prostor prizidan na južni steni cerkve, in ki je bil porušen v 20. stoletju.

## Uporaba
Cerkev je bila desakralizirana in ločena od škofovskega sklopa v času avstrijske uprave leta 1798. V 19. stoletju je bila preurejena v skladišče in med letoma 1893 - 1954 je bil v njej Arheološki muzej Zadra.
Sv. Donat ima odlične akustične značilnosti, zato so v njej desetletja izvajali glasbene predstave mednarodno poznanega Festivala srednjeveške in renesančne glasbe, Glasbeni večeri v St. Donatu.-

## Druga literatura
- »The First Croatian State«. culturenet.hr. Pridobljeno 2. decembra 2012.